# Euphthiracarus depressculus
Euphthiracarus depressculus är en kvalsterart som beskrevs av Arthur P. Jacot 1924. Euphthiracarus depressculus ingår i släktet Euphthiracarus och familjen Euphthiracaridae. Inga underarter finns listade i Catalogue of Life.